# James Halsell
James Donald Halsell, Jr. (West Monroe, 29 settembre 1956) è un ex astronauta statunitense. Ha partecipato a cinque missioni spaziali Shuttle, STS-65, STS-83, STS-101, STS-74 e STS-94, due come pilota e tre come comandante tra il 1994 e il 2000.